# Gabinete Orpo
El Gobierno de Orpo es el gobierno número 77 de la República de Finlandia, que comenzó el 20 de junio de 2023. El gobierno de Orpo está formado por la Coalición Nacional (KOK), el Partido de los Finlandeses (PS), el Partido Popular Sueco (RKP) y los Demócratas Cristianos (KD). El programa de gobierno negociado en Säätytalo se completó el jueves 15 de junio de 2023. Tras el término de las negociaciones, se confirmó el cronograma de publicación del programa de gobierno. Después de la publicación del programa de gobierno, los órganos de decisión de los partidos confirman su participación y los candidatos a ministros en el gobierno.

## Historia
La Coalición Nacional (KOK) fue el partido más grande en las elecciones de 2023 celebradas el 2 de abril de 2023. El 14 de abril, el presidente del partido, Petteri Orpo, fue elegido como funcionario del gobierno. Orpo comenzó las encuestas distribuyendo 24 preguntas de sondeo a los partidos parlamentarios. Con base en las confesiones, Orpo eligió al Partido de los Finlandeses (PS), el Partido Popular Sueco (RKP) y los Demócratas Cristianos (KD) para las negociaciones gubernamentales. Se decidió construir el gobierno sobre la base de un gobierno mayoritario. Las negociaciones gubernamentales organizadas en Säätytalo duraron un total de siete semanas, desde el martes 2 de mayo hasta el jueves 15 de junio.

### Negociaciones de la junta
Las negociaciones se llevaron a cabo en once grupos de trabajo o mesas, que tenían un total de 18 subgrupos de trabajo o divisiones. La organización de la negociación estuvo encabezada por la mesa del presidente, la mesa del secretario del partido que abordó las elecciones y actividades partidarias, y la mesa de dirección que abordó la conducción del Gobierno, datos y métricas, así como experimentos y digitalización de la administración. Los temas de las mesas de reforma fueron:
1. Finanzas públicas sostenibles
2. Una sociedad del bienestar funcional y sostenible
3. El bienestar viene del trabajo
4. Finlandia competente
5. Fórmula de crecimiento
6. Finlandia de energía limpia
7. Internacional y activa OTAN-Finlandia
8. Estado de derecho seguro y a prueba de crisis.[5]

## Apoyo Parlamentario
| Cámara                  | Candidato    | Fecha                                        | Voto |    |    |    |    |    |    |   |   | LIIK | ÅS | Total   |
| ----------------------- | ------------ | -------------------------------------------- | ---- | -- | -- | -- | -- | -- | -- | - | - | ---- | -- | ------- |
| Parlamento de Finlandia | Petteri Orpo | 19 de junio de 2023 Mayoría simple requerida | Sí   | 46 | 45 |    |    |    |    | 9 | 5 | 1    | 1  | 107/200 |
| Parlamento de Finlandia | Petteri Orpo | 19 de junio de 2023 Mayoría simple requerida | No   |    |    | 38 | 20 | 13 | 10 |   |   |      |    | 81/200  |
| Parlamento de Finlandia | Petteri Orpo | 19 de junio de 2023 Mayoría simple requerida | Abs. | 2  | 1  | 5  | 3  |    | 1  |   |   |      |    | 12/200  |

## Gabinete Ministerial

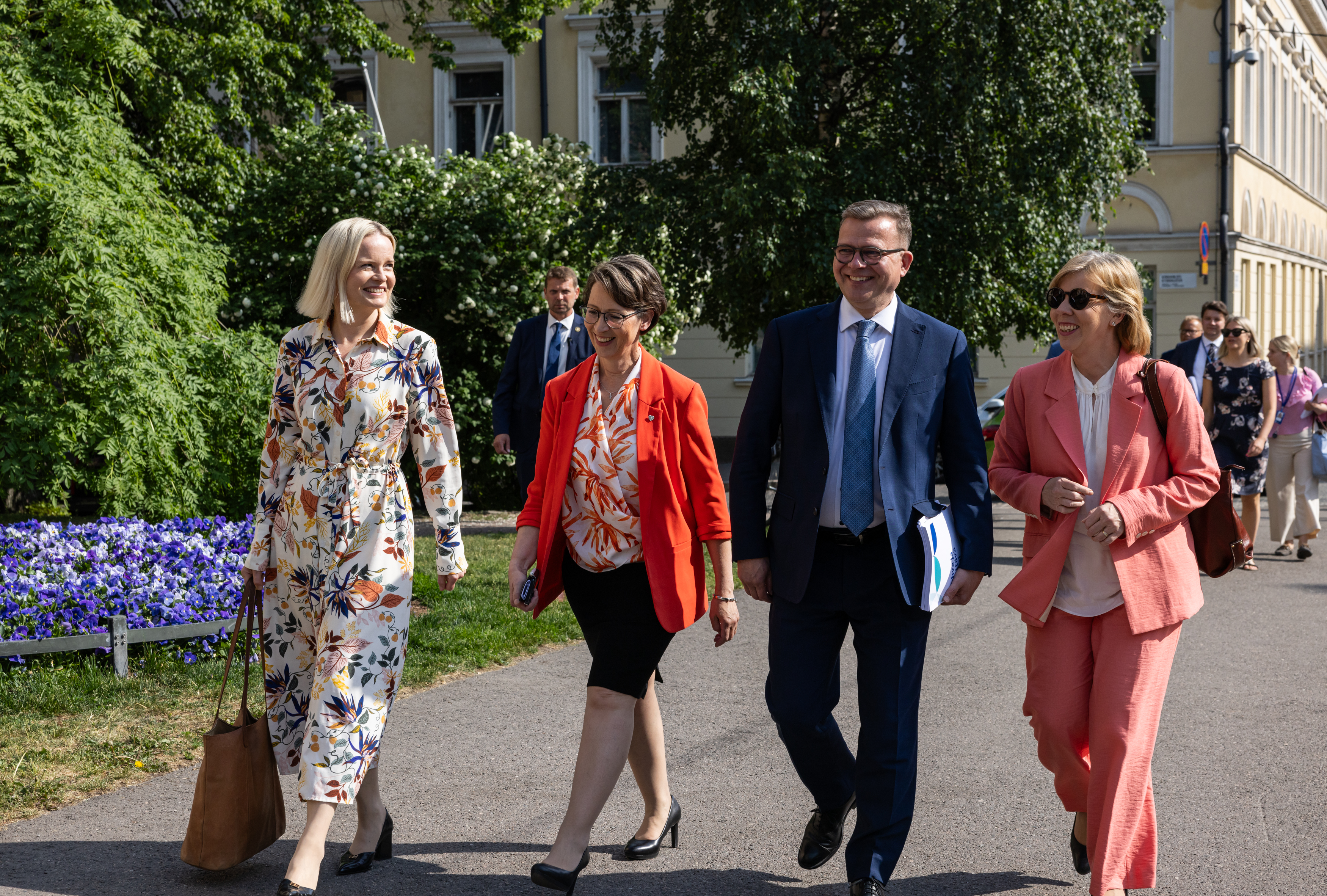
Los lideres de las cuatro formaciones de la coalición: Purra, Essayah, Orpo y Henriksson.

Habrá diecinueve ministros en el gobierno. La coalición tendrá ocho ministros en el gobierno y los finlandeses fundamentales tendrán siete ministros. El RKP recibirá inicialmente tres ministros y el KD un ministro, pero los democratacristianos recibirán las tareas del ministro de Deportes, Deportes y Juventud durante los dos últimos años del mandato del gobierno. Los demócratas cristianos nombraron a su propio candidato ministerial el sábado 17 de junio. La Coalición y PS nombraron a sus ministros el domingo 18 de junio. RKP nombró a sus ministros el lunes 19 de junio.
     Partido Coalición Nacional     Partido de los Finlandeses     Partido Popular Sueco de Finlandia     Demócrata Cristianos

### Primer ministro de la República de Finlandia
| Fotografía | Primer ministro | Período             | Período     | Partido | Partido |
| Fotografía | Primer ministro | Inicio              | Fin         | Partido | Partido |
| ---------- | --------------- | ------------------- | ----------- | ------- | ------- |
|            | Petteri Orpo    | 20 de junio de 2023 | En el cargo |         |         |

### Vice primera ministra de la República de Finlandia
| Fotografía | Vice primera ministra | Período             | Período     | Partido | Partido |
| Fotografía | Vice primera ministra | Inicio              | Fin         | Partido | Partido |
| ---------- | --------------------- | ------------------- | ----------- | ------- | ------- |
|            | Riikka Purra          | 20 de junio de 2023 | En el cargo |         |         |

### Ministerios
| Ministerio                                | Fotografía | Titular              | Período             | Período             | Partido | Partido |
| Ministerio                                | Fotografía | Titular              | Inicio              | Fin                 | Partido | Partido |
| ----------------------------------------- | ---------- | -------------------- | ------------------- | ------------------- | ------- | ------- |
| Agricultura y Silvicultura                |            | Sari Essayah         | 20 de junio de 2023 | En el cargo         |         |         |
| Asuntos Económicos                        |            | Vilhelm Junnila      | 20 de junio de 2023 | 6 de julio de 2023  |         |         |
| Asuntos Económicos                        |            | Wille Rydman         | 6 de julio de 2023  | 13 de junio de 2025 |         |         |
| Asuntos Económicos                        |            | Sakari Puisto        | 13 de junio de 2025 | En el cargo         |         |         |
| Asuntos Europeos y Dirección de Propiedad |            | Anders Adlercreutz   | 20 de junio de 2023 | 5 de julio de 2024  |         |         |
| Asuntos Europeos y Dirección de Propiedad |            | Joakim Strand        | 5 de julio de 2024  | En el cargo         |         |         |
| Asuntos Sociales y Salud                  |            | Kaisa Juuso          | 20 de junio de 2023 | En el cargo         |         |         |
| Ciencia y Cultura                         |            | Sari Multala         | 20 de junio de 2023 | 24 de enero de 2025 |         |         |
| Ciencia y Cultura                         |            | Mari-Leena Talvitie  | 24 de enero de 2025 | En el cargo         |         |         |
| Comercio Exterior y Desarrollo            |            | Ville Tavio          | 20 de junio de 2023 | En el cargo         |         |         |
| Defensa                                   |            | Antti Häkkänen       | 20 de junio de 2023 | En el cargo         |         |         |
| Educación                                 |            | Anna-Maja Henriksson | 20 de junio de 2023 | 5 de julio de 2024  |         |         |
| Educación                                 |            | Anders Adlercreutz   | 5 de julio de 2024  | En el cargo         |         |         |
| Finanzas                                  |            | Riikka Purra         | 20 de junio de 2023 | En el cargo         |         |         |
| Gobierno Local y Asuntos Regionales       |            | Anna-Kaisa Ikonen    | 20 de junio de 2023 | En el cargo         |         |         |
| Interior                                  |            | Mari Rantanen        | 20 de junio de 2023 | En el cargo         |         |         |
| Juventud, Deportes y Actividad Física     |            | Sandra Bergqvist     | 20 de junio de 2023 | 13 de junio de 2025 |         |         |
| Juventud, Deportes y Actividad Física     |            | Mika Poutala         | 13 de junio de 2025 | En el cargo         |         |         |
| Justicia                                  |            | Leena Meri           | 20 de junio de 2023 | En el cargo         |         |         |
| Medio Ambiente y Cambio Climático         |            | Kai Mykkänen         | 20 de junio de 2023 | 24 de enero de 2025 |         |         |
| Medio Ambiente y Cambio Climático         |            | Sari Multala         | 24 de enero de 2025 | En el cargo         |         |         |
| Relaciones Exteriores                     |            | Elina Valtonen       | 20 de junio de 2023 | En el cargo         |         |         |
| Seguridad Social                          |            | Sanni Grahn-Laasonen | 20 de junio de 2023 | En el cargo         |         |         |
| Trabajo                                   |            | Arto Satonen         | 20 de junio de 2023 | 6 de mayo de 2025   |         |         |
| Trabajo                                   |            | Matias Marttinen     | 6 de mayo de 2025   | En el cargo         |         |         |
| Transportes y Comunicaciones              |            | Lulu Ranne           | 20 de junio de 2023 | En el cargo         |         |         |

## Controversias

### La renuncia de Junnila
El 27 de junio de 2023, la Liga Verde, la Alianza de Izquierda y el Partido Socialdemócrata decidieron proponer un voto de no confianza contra Vilhelm Junnila debido a sus supuestas conexiones con movimientos de extrema derecha. El 28 de junio, el Partido del Centro anunció su apoyo a la moción de censura. Antes de la votación, la líder del Partido Popular Sueco y Ministra de Educación, Anna-Maja Henriksson sugirió que el Partido de los Finlandeses podría reemplazar a Junnila con otra persona. La sugerencia fue rechazada por Riikka Purra, líder del partido, quien amenazó con derribar el gobierno, si Junnila no pasaba la votación.
En el voto de confianza celebrado por el parlamento el 28 de junio, 95 miembros del Parlamento votaron a favor de la confianza para Junnila, mientras que 86 votaron en contra. Tres diputados se abstuvieron de votar y 15 estuvieron ausentes. La votación creó divisiones dentro del gobierno, ya que siete diputados del socio de la coalición gubernamental, el Partido Popular Sueco, votaron en contra de Junnila y tres se abstuvieron. Purra comentó después que la decisión del Partido Popular Sueco de votar en contra de su ministro había 'herido al gobierno' y que una conducta similar no podía continuar en el futuro.
Después de la votación, hubo más controversias sobre las acciones pasadas de Junnila, incluida su moción anterior de que Finlandia debería promover la anticoncepción y los 'abortos climáticos' en 'las sociedades subdesarrolladas de África' para luchar contra frenar el crecimiento de la población y mejorar las condiciones de vida en África. La moción fue considerada indignante por otro socio de la coalición, los Demócrata Cristianos. El 30 de junio, Junnila anunció que renunciaría. Fue sucedido por Wille Rydman el 7 de julio.

### Controversias sobre el Gran Reemplazo
En junio de 2023, se señaló ampliamente en los medios de comunicación que los ministros Mari Rantanen, Leena Meri, Ville Tavio y Riikka Purra habían sugerido repetidamente en el Parlamento y las redes sociales a lo largo de los años que los finlandeses étnicos están siendo reemplazados demográficamente en Finlandia a través de la inmigración a gran escala. Por ejemplo, Rantanen había usado a menudo hashtag #väestönvaihto (un término también utilizado en finlandés para el Gran Reemplazo) en Twitter. Antes de las elecciones de 2023, también escribió un informe de candidato en su sitio web en el que comentó sobre la inmigración: 'no debemos ser tan azules [un término finlandés para 'ingenuo'] que pronto no seremos ojos azules [una característica común del pueblo finlandés étnico]'.
Según el investigador Niko Pyrhönen, el uso del término 'väestönvaihto' no ha sido un accidente, sino una elección muy consciente, ya que hay innumerables otras expresiones que podrían haberse utilizado para hablar sobre el cambio de población. El Servicio de Inteligencia de Seguridad finlandés considera que el Gran Reemplazo es una de las motivaciones ideológicas notables del terrorismo de extrema derecha.
Después de una acalorada discusión en las redes sociales, Purra, Meri y Rantanen declararon en Twitter que no creen en las teorías de conspiración. El primer ministro Orpo comentó la controversia afirmando que usar la palabra väestönvaihto no era suficiente para sacudir su confianza en ningún ministro y, en cambio, pidió más comprensión mutua.